# Marc Granell

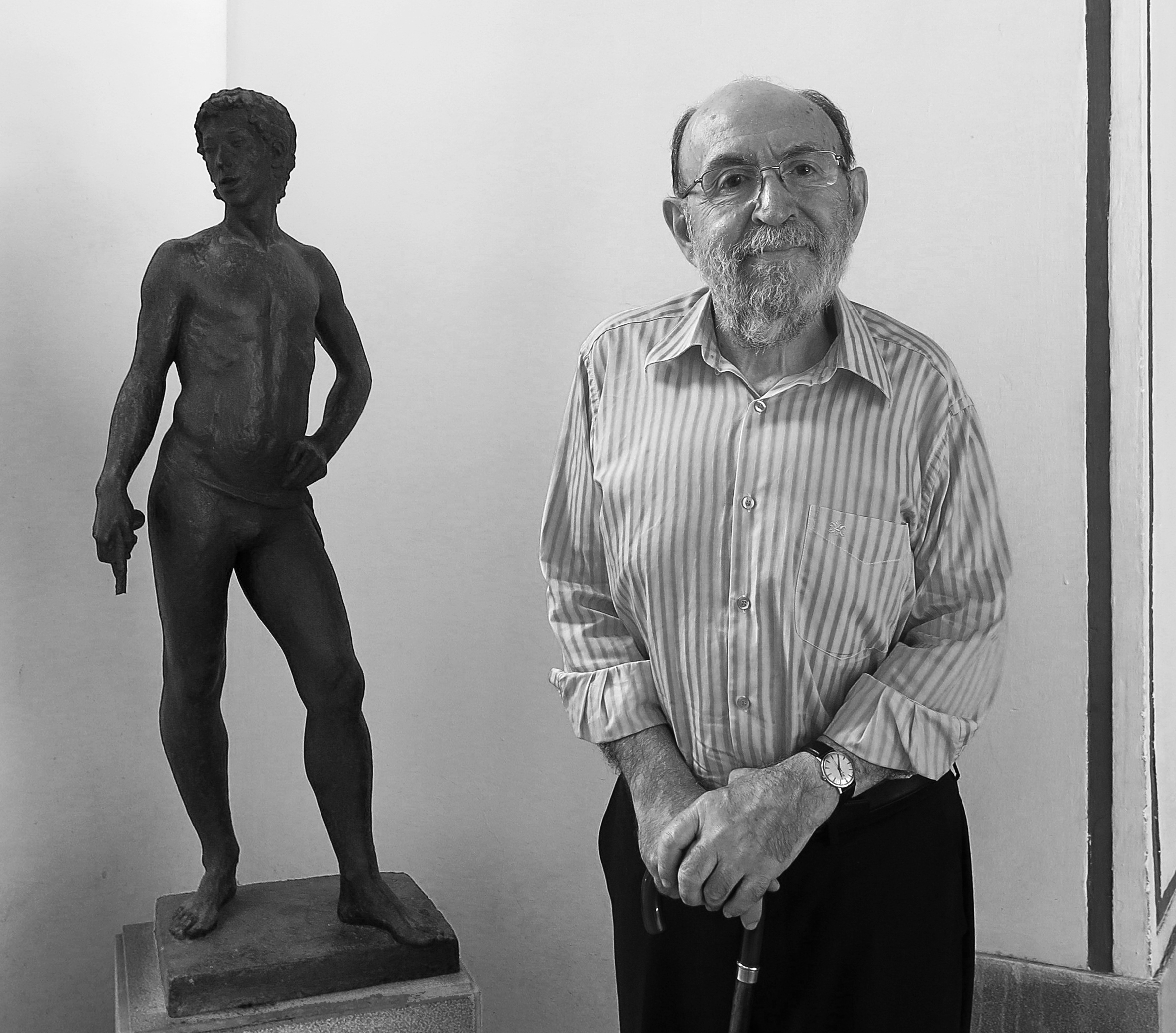
El poeta Marc Granell.

Marc Granell (Valencia, 1953) es un poeta y traductor español.

## Biografía
Nacido en la ciudad de Valencia en 1953, empezó a estudiar las carreras de filosofía y filología en la Universidad de Valencia, pero no las acabó. Trabajó de traductor y editor en la Diputación Provincial de Valencia hasta 2018 en que se jubiló. Participó junto con Adolf Beltran, Josep Piera y Eduard J. Verger en la fundación de la revista literaria Cairell (1979-1981, ocho números), que dio a conocer toda una nueva generación de poetas valencianos. Fue director, entre otros, de la colección «Gregal Poesía», y así mismo de la colección «Poesía» de la Institución Alfons el Magnánimo.
A los años 90 publicó varios poemarios como Feria desolada (1991), Versos para Anna (1998), Corriendo de fondos (1999) y Materia de sombra (1999). El año 2000 reunió toda su poesía en Poesía #reunir. 1976-1999. El 2015 publicó en la editorial Bromera una nueva antología poética, Noticia de la tribu. Antología poética; y en 2017 aparece su poesía #reunir en el volumen Poesía completa 1976-2016.
Es traductor de Alberto Cavallari y de Bertolt Brecht al catalán, y de Vicent Andrés Estellés al español, entre otros; es miembro de la Asociación de Escritores en Lengua Catalana (AELC) y del PEN catalán. El crítico literario Josep Iborra afirmó que en su primer poemario, Largo camino largo, Granell buscaba «la tentativa de una poesía metafísica que canta el exilio del cuerpo y la nostalgia infinita del ser». Ha menudeado también la poesía de carácter político (por ejemplo, a Refugio ausente), amoroso (a Versos para Anna) e infantil (La isla con lunas). Es uno de los autores valencianos más leídos y también de los más valorados por las generaciones literarias posteriores, motivo por el cual ha recibido varios homenajes. Un sobrino suyo es el diseñador Marc Granell, y otro es el futbolista Adrià Granell.
Ha sido galardonado con el Premio Vicent Andrés Estellés de poesía (1976), el Premio Ausiàs March de poesía (1979) y el Premio de las Letras Valencianas (2020) «como reconocimiento a su talento para acoger la poesía cuando llega, desde el amor y el respeto a las palabras».